# Тонбусан-тэхак
«Тонбусан-тэхак» (кор. 동부산대학역 — Колледж Тонбусан) — эстакадная станция Пусанского метро на Четвёртой линии; одна из пяти эстакадных станций на Четвёртой линии. Она представлена одной островной платформой. Станция обслуживается Пусанской транспортной корпорацией. Расположена в квартале Пансон-дон (20-88 Bansong 2(i)-dong) административного района Хэундэгу города Пусан (Республика Корея). На станции установлены платформенные раздвижные двери.
Станция была открыта 30 марта 2011 года.
Открытие станции было совмещено с открытием всей Четвёртой линии, длиной 10,8 км, и еще 13 станций.
Поблизости расположен частный технологический Тонбусан-тэхак (колледж Тонбусан), именем которого и названа станция.